# Справа Александрова і Єрофєєва
Справа Олександрова та Єрофєєва — кримінальний процес по обвинувачуванню в злочинах по частині 2 статті 28 і частини 2 статті 437 (ведення агресивної війни або агресивних воєнних дій, здійснена групою осіб по попередній змові), частини 2 статті 201 (контрабанда, здійснена групою осіб по попередній змові), частини 1 статті 263 (незаконний обіг зброї, здійснений групою осіб по попередній змові), частини 2 статті 332-1 (порушення порядку в'їзду на тимчасово окуповану територію України, здійснений групою осіб по попередній змові), частини 1 статті 258-3 (створення терористичної групи або участь в ній, здійснена групою осіб по попередній змові), а також частини 3 статті 258 (терористичний акт, здійснений по попередній змові групою осіб, який спричинив  за собою загибель людини) Кримінального кодексу України, громадян Російської Федерації Олександра Александрова та Євгенія Єрофєєва у зв'язку з їх участю у війні на сході України. 18 квітня 2016 року були засуджені до 14 років позбавлення свободи, в травні були обміняні на українську льотчицю Надію Савченко.

## Історія
За версією української сторони, 16 травня 2015 року між 14 і 14:30 під час перестрілки перед мостом через річку Сіверський Донець, за кілька кілометрів від міста Щастя Луганської області, бійці 92-ї бригади ЗСУ затримали кадрових офіцерів ГРУ РФ сержанта Александрова і капітана Євгена Єрофеєва з 3-ї окремої бригади спецнаказу м. Тольятті, які діяли в складі диверсійно-розвідувальної групи. Під час затримання Єрофеєва отримав поранення в руку, яке роздробило кість, а Александров — у ногу. Приблизно о 15:00 їх передали лікарям. На той час помер молодший сержант Збройних Сил України Вадим Пугачов, який брав участь у затримці. Українські військові намагалися переслідувати російську диверсійну групу (у якій налічувалося, за оцінками, 14 осіб), але потрапили під мінометний вогонь.
17 травня 2015 року про ув'язнення двох нападників — військовослужбовців російської диверсійно-розвідувальної групи в соцмережі Facebook повідомив боєць українського батальйону «Айдар» Юрій Касьянов. Крім того, на брифінгу в Луганськ Інформ Центрі перший заступник командувача Народної міліції Луганської Народної Республіки Сергій Козлов повідомив, що диверсійно-розвідувальна група ЗСУ скоїла напад на спостережний пост, захопивши в полон двох військовослужбовців Народної міліції Республіки. Того ж дня Леонід Маслов на своїй сторінці виклав відео допиту затриманих. Того ж дня Служба безпеки України підтвердила факт затримки, назвавши полонених солдатами Головного розвідувального управління Міноборони Росії, які займалися спостереженням за позиціями ЗСУ в районі Щастя. Невдовзі Єрофеєву й Александрову було висунуто офіційні звинувачення в тероризмі. 22 травня суд Шевченківського району Києва заарештував їх.

## Кримінальний процес
У листопаді 2015 року в Голосіївському райсуді Києва розпочався суд над Александровим і Єрофеєвим. За уточненими звинуваченнями, українська прокуратура інкримінувала їм участь у терористичній організації, терористичний напад, вбивство військового, незаконне носіння зброї та нелегальне перетинання кордону. Обвинувачення запросило для підсудних 15 років ув'язнення. Вони не визнали себе винними. Згідно з даними СБУ, 26 березня росіяни прибули на територію України й розквартирувалися в Луганську.
10 лютого Голосіївський районний суд Києва подовжив перебування під вартою Єрофеєва й Александрова аж до 9 квітня 2016 року. Слухання справи здійснювалося за посилених заходів безпеки. СБУ заявляла про запобігання замаху на життя Єрофеєва й Александрова.
Серед доказів звинувачення надало перехоплення телефонних переговорів, співрозмовниками в яких, як стверджується, були російські військові офіцери Костянтин Напольський, Олег Вечков і Сергій Кузовлєв, які обговорювали пошуки Александрова і Єрофеєва.
18 квітня колегія суддів Голосіївського району м. Києва — Микола Дідик, Олександр Бойко та Олена Первушина — засудила обох звинувачуваних до 14 років ув'язнення, визнавши їх винними в агресивному ведінні війни. Вирок набув чинності 23 травня 2016 року.

### Події навколо процесу
У березні 2016 року, за місяць до закінчення процесу, поїхав в Одесу і не повернувся адвокат Александрова Юрій Грабовський, який брав участь у процесі з вересня 2015 року. Незадовго до свого зникнення він заявляв, що в його дім забралися грабіжники. Через три тижні слідчі знайшли його труп, закопаний у саду в Черкаській області. Було затримано двох підозрюваних у вбивстві. За версією слідства, Грабовського викрали й убили. Прокуратура України під час розслідування оприлюднила відео, записане після викрадення Грабовського, де він сказав, що відмовляється захищати Александрова. Після зникнення Грабовського адвокатові Оксані Соколовській за рішенням суду було забезпечено охорону.
13 березня 2016 року у квартиру Кирила Вереса, розвідника 92-ї окремої механізованої бригади ЗСУ та одного зі свідків у справі, проникли двоє невідомих. Вони зв'язали й допитали його дружину, після чого обшукали квартиру й відкрили сейф, забравши гроші, документи та нагородну зброю (вручену СБУ за затримання Єрофеєва). Нападники запитували про Вереса, Ніколюка, а також про зброю, яку вилучили під час арешту. Верес заперечував зв'язок нальоту з кримінальною справою проти росіян, називаючи його можливою причиною обвинувачення бригади в покриванні контрабанди.
Щодо Соколовської було порушено кримінальну справу про завдання тяжких тілесних пошкоджень (ч. 1 ст. 121 КК України). За версією слідства, улітку 2014 року вона вдарила ножем свого чоловіка Михайла Крамаренко. За словами адвоката, Крамаренко погрожував їй і її дитині, а прокуратура намагається цим звинуваченням вивести її з процесу.
У ніч на 8 квітня група невідомих за допомогою «коктейлів Молотова» спалила кабінет головуючого по справі судді Миколи Дідика.

## Екстрадиція
Одразу після полонення Александрова і Єрофеєва ЗМІ Росії й України почали активно обговорювати перспективи їх обміну на українську льотчицю Надію Савченко, яка перебувала під слідством на території Росії.
Захист росіян називав питання екстрадиції політичним. Після оголошення вироку Оксана Соколовська заявила про відмову захисту та її клієнтів клопотатися про помилування, оскільки вони не вважають вирок законним і обґрунтованим. Урешті-решт 25 травня клопотання було подане від імені дитячого омбудсмена.
Через кілька годин адвокат Александрова Валентин Рибин повідомив про виліт борту з Александровим та Єрофеєвим з України.
За даними журналіста Андрія Цаплієнко, після обміну Єрофеєв був убитий ножем у під'їзді свого дому, а Александрова відправили до Сирії, де він майже відразу опинився в списку військових втрат. Їхні адвокати стверджували, що з ними все гаразд. 30 травня 2016 року в українських ЗМІ знову з'явилась інформація про те, що Євген Єрофеєв був убитий на порозі своєї квартири. ГУ МВС РФ спростувало інформацію про вбивство.

## Реакція

### Позиція Російської Федерації
Міноборони РФ заявило, що Александров і Єрофеєв на момент свого затримання не були чинними військовими, хоча «раніше дійсно проходили службу в одному з формувань Озброєних сил Росії». Згідно з довідкою управління, вони служили в одній частині, але звільнилися в запас: Александров 12 грудня 2014 року, а Єрофеєв — 10 березня 2015-го. Згідно з цими документами, Єрофеєв з 13 лютого був у відпустці.

### Позиція ЛНР
Сергій Козлов, представник самопроголошеної Луганської Народної Республіки, назвав військовополонених повстанцями. Згідно з офіційними документами, росіяни поступили на службу за контрактом у Народну міліцію ЛНР 12 січня (Александров) і 17 лютого (Єрофеєв) 2015 року.
В ЛНР Євген Єрофеєв та Олександр Александров нагороджені медалями «За віру й волю».

### Позиція обвинувачених, їхніх родичів і захисту
19 травня СБУ опублікувала відео допиту Александрова і Єрофеєва, у якому вони заявляли про проходження військової служби в 3-й окремій бригаді спецназу в Тольятті у званнях сержанта й капітана. За місяць до затримання їх відправили в Луганську область у складі групи з 220 військовослужбовців ГРУ. Вони дислокувалися в Луганську, звідки виїжджали на бойові чергування по 4—5 днів для розвідки. За словами росіян, у бою, що почався, Александрова і Єрофеєва поранили й узяли в полон. Через кілька днів в інтерв'ю кореспонденту російської «Нової газети» Павлу Канигіну Александров заявив, що був відправлений в Україну як чинний військовий за наказом свого командування, і попросив журналіста допомогти йому організувати зустріч з російськими дипломатами. Єрофеєв підтвердив, що не звільнявся із ЗС РФ, і описав своє перебування в країні як «спостережну місію», під час якої він «не вів жодних бойових дій», а натомість «виконував бойову задачу за сторонами, які вели конфлікт».
20 травня 2015 року в ефірі державного телеканалу «Росія-24» дружина Александрова Катерина повідомила, що її чоловік звільнився з армії за кілька місяців до полонення, а про його поїздку в Україну їй не було відомо. 21 травня батько Єрофеєва в інтерв'ю тому ж ЗМІ повідомив про звільнення свого сина з армії після Нового року.
На початку судового процесу Александров і Єрофеєв заявили, що служили в народній міліції ЛНР як добровольці. Їхні попередні показання вони оголосили даними під тортурами.
На думку захисту, отримані загиблим сержантом Пугачовим пошкодження не могли з'явитися внаслідок пострілу зі знайденої в Александрова снайперської гвинтівки «Вінторез» (отвір у черепі розміром 0,5 на 0,5 см, калібр зброї 9 × 39 мм). Залучені до процесу свідки зі збройних сил ЛНР наполягали, що українського солдата вбив їхній спільник Ігор Житний.
Адвокати обвинувачених заявляли про психологічний тиск на своїх клієнтів з боку слідства й прокуратури, що проявилося в забороні зустрічатися з родичами. За словами Грабовського, під час відеозйомки росіяни перебували в стані больового шоку та під дією наркотичних препаратів (омнопон, дроперідол, фентаніл та інші медикаменти цієї групи). Захист виявляв готовність залучити до процесу представників ЛНР, але не родичів обвинувачуваних.